# Куяновский сельский совет (Сумская область)
Куяновский сельский совет (укр. Куянівська сільська рада) — входит в состав
Белопольского района
Сумской области
Украины.
Административный центр сельского совета находится в 
с. Куяновка
.

## Населённые пункты совета
- с. Куяновка
- с. Иосипово
- с. Новопетровка
- с. Павловское
- с. Червановка

## Ликвидированные населённые пункты совета
- с. Ващенки